# Simulium timondavidi
Simulium timondavidi es una especie de insecto del género Simulium, familia Simuliidae, orden Diptera.
Fue descrita científicamente por Giudicelli, 1961.